# Gárdonyi Jenő (újságíró)
Gárdonyi Jenő, született Geiger Jenő (Arad, 1900. szeptember 6. – Budapest, 1981. május 4.) újságíró, szerkesztő, színműíró.

## Élete
1916-ban kezdte a pályáját Aradon. Már második osztályos kereskedelmi iskolai tanulóként az Aradi Közlöny munkatársa volt. Az érettségit követően a Függetlenség, az Arad és Vidéke szerkesztőségében volt újságíró. Közben egy évet töltött az Újvidéki Hírlap című napilapnál. Miután Budapestre került, színházi lapok és a Magyar Figaro című vicclap cikkírója lett. Miklós Andor megbízta Az Est Lapok erdélyi tudósításával, visszaköltözött Aradra. Aradi Színpad címen színházi hetilapot indított. Utána Budapesten a Magyarország című lap fővárosi rovatát vezette.
A második világháborúban zsidó származása miatt munkatáborba került. Miután visszatért, 1946 és 1948 között a Fővárosi Napló című várospolitikai lap felelős szerkesztője lett. Kiadta és szerkesztette a Budapesti Hivatali Útmutató című tájékoztató szakkönyvet. 1950-től a Magyar Nemzet munkatársa volt, aminek az 1962-es nyugdíjba vonulása után is cikkírója maradt. Két operettjét Aradon, a Városi Színházban mutatták be.

## Díjai, elismerései
- Aranytoll (1979)

## Művei
- Tűzijáték (operett)
- Fenség hadnagya (operett)
- Sír a szívem (versek, Arad, 1917)